# Кніперколь

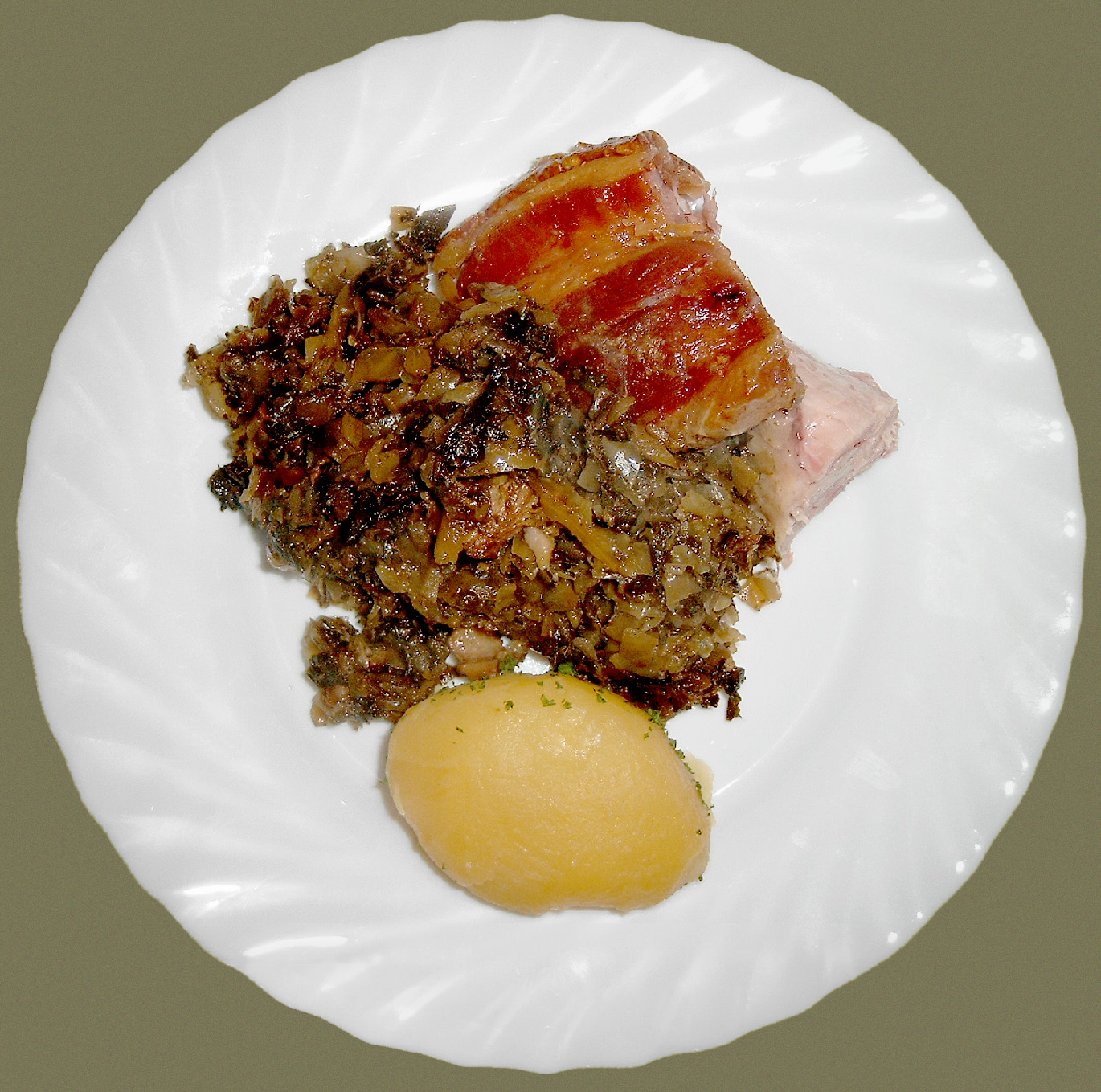
Кніперколь з каселером та вареною картоплею

Кніперколь (нім. Knieperkohl) — типова овочева страва в бранденбурзькому Пригніцу. Квашена суміш білокачанної (60 %), кормової або червонокачанної (5 %) і кучерявої капусти (30 %) з виноградним і черешневим листям.
У Пригниці поживні фірмові страви з кніперколю з міцним смаком подають близько дюжини місцевих ресторанів з листопада до березня.

## Історія
Кніперколь з'явився в голодні часи після Тридцятирічної війни, в якій у Пригниці вціліла лише одна дванадцята частина населення. На зиму місцеве населення раніше запасалося квашеною капустою, але через відсутність качанної капусти в повоєнний час, довелося квасити кормову. З часом у цих вимушених умовах склалася традиція кніперколя.

## Приготування
Для приготування кніперколя капустяне листя зварюють в окропі, вичавлюють і засолюють шарами з виноградним і черешневим листям, набиваючи в глиняний посуд під вантажем, щоб капуста залишалася під соком, що виділяється для молочнокислого бродіння протягом 5-10 тижнів. Дозрілий кніперколь тушкують на топленому свинячому жирі, з беконом, солоним або копченим айсбайном, спеціальними копченими «капустяними ковбасками», сосисками та каселером. Кніперколь сервірують з відвареною картоплею. Правильно приготовлений кніперколь повинен лисніти від великої кількості жиру, містити багато калорій. Кніперколь надходить у продаж у консервах.